# Collarada
Collarada är en bergstopp i Spanien.   Den ligger i provinsen Provincia de Huesca och regionen Aragonien, i den nordöstra delen av landet, 400 km nordost om huvudstaden Madrid. Toppen på Collarada är 2 886 meter över havet.
Terrängen runt Collarada är varierad. Runt Collarada är det glesbefolkat, med 19 invånare per kvadratkilometer. Närmaste större samhälle är Jaca, 17,3 km söder om Collarada. Trakten runt Collarada består i huvudsak av gräsmarker.